# Eliporto di Balzers
L'eliporto di Balzers (ICAO: LSXB), ubicato nel comune di Balzers, è l'unico eliporto del piccolo stato del Liechtenstein.
L'eliporto si trova presso il fiume Reno, che divide l'eliporto dal comune svizzero di Wartau nel Cantone di San Gallo. L'eliporto è gestito dalla Swiss Helicopter AG che gestisce tutti gli eliporti in Svizzera e Liechtenstein